# Amaurys Pérez
Amaurys Pérez (Camagüey, 9 de junho de 1979) é um jogador de polo aquático cubano, naturalizado italiano, medalhista olímpico.

## Carreira
Pérez fez parte do elenco vice-campeão olímpico pela Itália em Londres 2012.